# Дегтярёв, Виктор Алексеевич
Ви́ктор Алексе́евич Дегтярёв (род. 9 апреля 1939) — советский и российский учёный в области радиотерапии. Доктор медицинских наук. Ведущий научный сотрудник отдела лучевой терапии Медицинского радиологического научного центра Минздравсоцразвития России.

## Биография
Виктор Дегтярёв родился 9 апреля 1939 года.
Доктор медицинских наук.
Ведущий научный сотрудник отдела лучевой терапии Медицинского радиологического научного центра Минздравсоцразвития России.

### Статьи
- Смирнов В. В., Дегтярев В. А., Мардынская В. П. и др. Постлимфографические изменения в легких // Материалы II-го Всесоюзного симпозиума с участием стран СЭВ «Специальные методы диагностики опухолей». — Обнинск, 1981. — С. 120—121.
- Дегтярёв В. А., Афанасова Н. В., Куликов В. А. Цифровая рентгенодиагностика некоторых патологических изменений органов грудной полости при раке яичников // Медицинская визуализация. — 2007. — № 2. — С. 107.
- Афанасова Н. В., Дегтярёв В. А., Закурдяева И. Г., Прошина Ю. В. Возможности цифровой рентгенографии в диагностике особенностей метастатического поражения органов грудной полости при меланоме кожи // Радиация и риск. — 2011. — Т. 20, № 2. — С. 29—35.